# Teoría King Kong

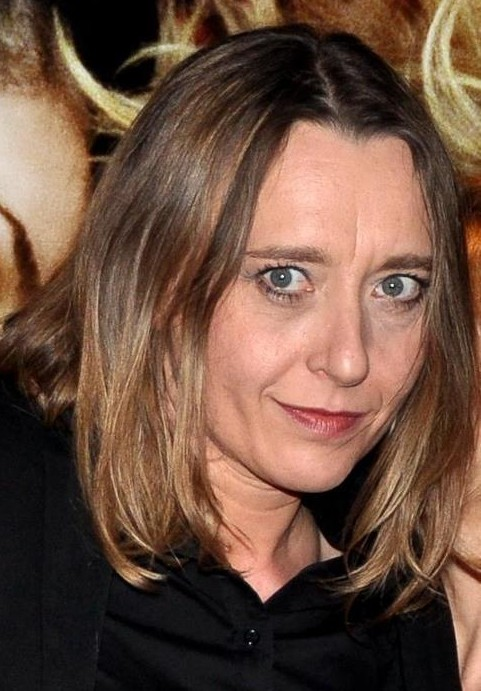
Virginie Despentes en 2012 en la avant premiere de Bye Bye Blondie

Teoría King Kong (King Kong Théorie en francés) es un libro de la cineasta y novelista Virginie Despentes, publicado por primera vez en francés en 2006 por Grasset. Las ediciones en inglés han sido publicadas en 2010 por Feminist Press, traducido por Stephanie Benson; y en 2020 por Fitzcarraldo Editions, traducido por Frank Wynne. Su edición en español fue publicada en 2018 por el grupo editorial Literatura Random House. Con un estilo directo pero reflexivo, la autora desgrana algunos de los episodios que marcaron su vida y que, en su interpretación, no son sino frutos del carácter heteropatriarcal de la sociedad en la que vivió y vive. Es también notable cómo intenta fundir el fenómeno del patriarcado con el del capitalismo.

## Título
El título es una referencia a la película de 2005 King Kong, dirigida por Peter Jackson. En el primer ensayo del libro, Despentes se describe a sí misma como "más King Kong que Kate Moss", diciendo que es "demasiado agresiva, demasiado ruidosa, demasiado gorda, demasiado áspera, demasiado peluda, siempre demasiado masculina. Más tarde, en una sección titulada "King Kong Girl", amplía esta lectura:
En esta película, King Kong se convierte en una metáfora de la sexualidad antes de la separación de los géneros impuesta políticamente a finales del siglo XIX. King Kong está más allá del hombre y más allá de la mujer. Está enganchado en el vínculo entre el hombre y la bestia, adulto y niño, bueno y malo, primitivo y civilizado, blanco y negro. Es híbrido, antes de la imposición del binario. La isla en la película se convierte en el potencial de una sexualidad polimórfica ultra poderosa. Justo lo que el cine desea capturar, mostrar, distorsionar y, al final, destruir.

## Resumen
El libro es una mezcla de memorias, teoría crítica y manifiesto feminista. Despentes describe una serie de episodios en su vida, incluyendo la reacción a la publicación de su novela Baise-Moi y su posterior adaptación cinematográfica, que dirigió; su tiempo como mujer prostituida en Lyon y París; y su experiencia y el trauma posterior de ser violada en grupo a la edad de 17 años mientras hacía autostop en Francia. El enfoque general del libro ha sido descrito de la siguiente forma: "traza líneas de pensamiento fundamentales para socavar las estructuras del patriarcado contemporáneo.

## Contenido
El libro está dividido en siete secciones cortas o ensayos.

### Tenientas desobedientes (prólogo)
Describiendo a su público objetivo, Despentes dice: "Estoy escribiendo como una fea para las feas: las viejas brujas, las lesbianas, las frígidas, las mal folladas, las infollables, las neuróticas, las psicópatas, para todas esas chicas que no consiguen una mirada en el mercado universal de la chica consumible. Agrega que también siente simpatía por los hombres que caen en categorías similares: "Prefiero a los chicos que no dan la talla por la simple razón de que yo misma a menudo no lo hago."

### ¿Tu trasero o el mío?
Despentes considera la reacción a la revolución sexual y su efecto en la autoimagen de las mujeres. Cita al psicoanalista de principios del siglo XX Joan Rivière y su artículo de 1929 Womanliness as a Masquerade, en el que Rivère discute sobre una mujer nerviosa que compulsivamente atrae la atención masculina como "un paso hacia la propiciación del vengador en sus esfuerzos por ofrecerse a él sexualmente."Despentes dice que este análisis ayuda a explicar" la inundación de 'hooker-chic' en la cultura popular contemporánea ". Es una "manera de disculparse, de tranquilizar a los hombres" que todo lo que las mujeres quieren es complacerlas, dice. Ella señala de nuevo cómo este arreglo también lastima a los hombres. "¿Qué, de hecho, se requiere de un hombre de verdad?"ella pregunta. "La represión de las emociones y el silenciamiento de la sensibilidad."

### Es tan depravada que no puedes violarla
Relatando que fue violada en grupo en 1986 a la edad de 17 años, Despentes explica cómo ha procesado la experiencia desde entonces, y cómo la sociedad degrada y silencia a las mujeres que son víctimas de agresiones sexuales. Ella señala que "después de la violación, la respuesta aceptable es volver la violencia hacia adentro, hacia ti mismo" y describe la violación como "guerra civil, una organización política a través de la cual un género declara al otro, Tengo completo poder sobre ti" ). También discute las fantasías de violación, sugiriendo que estas son el resultado de un "sistema cultural específico" que prepara a las mujeres para conectar su posición oprimida dentro de la sociedad con su sexualidad.

### Dormir con el enemigo
Despentes habla de su tiempo como prostituta, en el que inicialmente encontró clientes a través de Minitel, un competidor francés de la World Wide Web. Ella dice que una de las cosas que encontró más difíciles sobre el trabajo fue la "soledad, tristeza [y] fragilidad" de sus clientes. Ella contrasta la prostitución con las relaciones heterosexuales, señalando que la primera es demonizada con el fin de "transmitir la idea de que ninguna mujer puede beneficiarse de sus servicios sexuales fuera del matrimonio, mientras que el segundo conduce a más muertes a través de la violencia doméstica. "A las mujeres que son folladas gratis se les debe seguir diciendo que hicieron la única opción posible, de lo contrario, ¿cómo se las puede mantener bajo control?."

### Porno brujas
La pornografía "golpea la esquina ciega de la razón", dice Despentes, dirigiéndose directamente a nuestras "fantasías primitivas" y dando así al material una "dimensión casi mística". Ella discute cómo la censura ha dado forma a la pornografía a lo largo de los años y aborda los argumentos de aquellos que se oponen a la pornografía, preguntando "¿quién es en realidad la víctima?", los actores y actrices o el público hipnotizado. Señala que la pornografía es una "prerrogativa masculina" que solo valora el deseo femenino tal como ocurre " a través de la mirada masculina"; volviendo orgasmos femeninos contra mujeres "haciéndonos sentir como fracasos si no llegamos al clímax". "Al final", escribe Despentes, " todos somos esclavizados, nuestras sexualidades confiscadas, vigiladas, normalizadas."

### Chica King Kong
Despentes amplía su metáfora de la chica" King Kong " y su deseo de escapar de los confines de la feminidad. Ella observa cómo las reacciones críticas a su novela Baise-moi se centraron en su género y carácter percibido en lugar del contenido de su escritura. "Para un hombre, no amar a las mujeres es una actitud", señala. "Para una mujer, no amar a los hombres es patológico." Hacia el final del ensayo señala: "He llegado a la conclusión de que la feminidad es lo mismo que patear. El arte del servilismo."

### Adiós, chicas (Epílogo)
Despentes considera si ella querría o no ser un hombre ("Yo soy mejor que eso. Me importan un bledo los penes", y si los hombres aman a las mujeres ("Los hombres aman a otros hombres", declara. "Se follan a través de las mujeres".) Ella esboza su propia revolución feminista ideal, que liberaría tanto a hombres como a mujeres del actual "sistema de mascarada forzada" y concluye describiendo el feminismo como "una aventura colectiva, para mujeres, hombres y todos los demás".